# مدينة المجد العسكري
مدينة المجد العسكري (بالروسية: «Город воинской славы»)‏ هو لقب فخري يُمنح لمواطني المدن الروسية، حيث أظهر الجنود الشجاعة والبطولة خلال الحرب العالمية الثانية. وتشبه الجائزة، التي مُنحت حتى الآن لـ 45 مدينة، لقب المدينة البطلة الممنوح خلال حقبة الاتحاد السوفيتي، ولم تحصل أي مدينة على الجائزتين معاً حتى الآن.

## التكوين
بعد قبوله من قبل مجلس الدوما في 14 أبريل 2006، وموافقة مجلس الاتحاد عليه في 26 أبريل 2006، وقع الرئيس الروسي فلاديمير بوتين على القانون الاتحادي بشأن اللقب الفخري للاتحاد الروسي "مدينة المجد العسكري" ليصبح قانونًا في 9 مايو 2006.

عشية يوم النصر في عام 2009، في حفل في الكرملين بموسكو، منح الرئيس دميتري ميدفيديف اللقب لمدن فيازما وكرنشتات ونارو فومينسك وصرح:
يقال الكثير الآن عن الثمن الذي دفعناه مقابل النصر وعن دروس الحرب الوطنية العظمى. لقد تحدثت أيضًا عن هذا، أمس، ومرة أخرى اليوم.
وبطبيعة الحال، يجب علينا أن نبذل قصارى جهدنا لضمان عدم محو ذكرى هذه الصفحات المجيدة من تاريخنا أبدا. ويجب أن يظل جزءًا لا يتجزأ من حياتنا اليومية. إن المعرفة بمآثر مواطنينا، وبالدور الذي لعبته بلادنا في الحرب العالمية الثانية، يجب أن تنتقل من جيل إلى جيل، حتى لا يحاول أحد تشويه التاريخ وخلق أساطير جديدة باسم تحقيق أهداف سياسية مختلفة.
تحصل المدن الحائزة على هذا اللقب على نصب تذكاري يُظهر شعار النبالة للمدينة جنبًا إلى جنب مع نص المرسوم الرئاسي، وتقام الاحتفالات العامة والتحية الاحتفالية في يوم المدافع عن أرض الآباء ويوم النصر ويوم المدينة. 

## قائمة المدن

### أنابا
بسبب "الشجاعة والتحمل والبطولة الجماعية التي أظهرها المدافعون عن المدينة في النضال من أجل حرية واستقلال الوطن الأم"، وفقًا للقانون الاتحادي رقم 2011-586 المؤرخ 5 مايو 2011، مُنحت أنابا وسام لقب "مدينة المجد العسكري" من قبل الرئيس ميدفيديف تكريما للمقاومة الناجحة لمواطنيها خلال الاحتلال العسكري الألماني الروماني القصير من عام 1942 إلى عام 1943، والذي دمرت فيه المدينة بالكامل.

### أرخانجيلسك

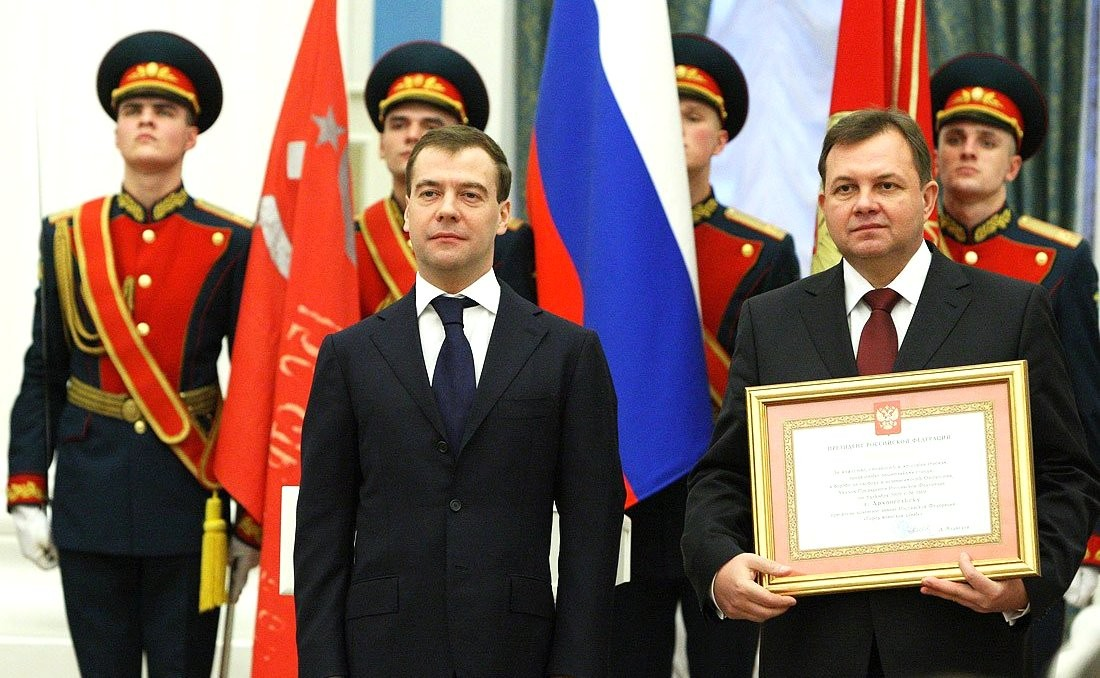
حفل أقيم في 12 يناير 2010 لمنح اللقب الفخري لأرخانغلسك

خلال الحرب العالمية الثانية، كانت أرخانغلسك ومورمانسك في طليعة الجهود المبذولة لإبقاء خطوط إمداد الحلفاء مفتوحة أمام الاتحاد السوفيتي، وهو ما أصبح يُعرف باسم قوافل القطب الشمالي. في المجمل، سلمت 42 قافلة حوالي 16 مليون طن من الإمدادات العسكرية إلى أرخانغلسك، مع فقدان العديد من السفن.  
مُنحت أرخانغلسك مكانة "مدينة المجد العسكري" من قبل الرئيس ميدفيديف في 5 ديسمبر 2009، بسبب "الشجاعة والتحمل والبطولة الجماعية التي أظهرها المدافعون عن المدينة في النضال من أجل حرية واستقلال الوطن الأم". أقيم حفل في الكرملين بموسكو في 12 يناير 2010، حيث مثل المدينة عمدة أرخانغلسك، فيكتور بافلينكو ، والمحارب القديم في الحرب العالمية الثانية سيرافيم نيسميلوف.  وفي الحفل أشار ديمتري ميدفيديف إلى أن أرخانغلسك، التي أسسها إيفان الرهيب، كانت دائمًا منطقة أمامية للدفاع الوطني لروسيا، وساهمت في نجاح بطرس الأكبر في حرب الشمال العظمى، وساهم بحارة أسطول البحر الأبيض في الدفاع عن الحدود الشمالية للاتحاد السوفيتي خلال الحرب العالمية الثانية.

### بيلغورود
مُنحت بيلغورود مكانة "مدينة المجد العسكري" من قبل الرئيس بوتين في 27 أبريل 2007، بسبب "الشجاعة والتحمل والبطولة الجماعية التي أظهرها المدافعون عن المدينة في النضال من أجل حرية واستقلال الوطن الأم".

### بريانسك
أثناء الحرب الوطنية العظمى، احتلت قوات ألمانيا النازية مدينة بريانسك في الفترة من 6 أكتوبر 1941 إلى 17 سبتمبر 1943 وكانت المدينة التي لحقت بها أضرار بالغة مسرحًا لمعارك قادها ما يقرب من 60 ألفًا من الثوار السوفييت الذين قاتلوا القوات النازية في غابات المدينة. في المجمل، قتل الثوار حوالي 100 ألف جندي نازي، واخرجوا ما يقرب من 1000 قطار عن مساراتها، ودمروا مئات الجسور ومئات الكيلومترات من خطوط السكك الحديدية.  تم تكريم اثني عشر من الثوار الذين قاتلوا في بريانسك لاحقًا كأبطال الاتحاد السوفيتي. 
مُنحت بريانسك مكانة "مدينة المجد العسكري" من قبل الرئيس ميدفيديف في 25 مارس 2010، بسبب "الشجاعة والتحمل والبطولة الجماعية التي أظهرها المدافعون عن المدينة في النضال من أجل حرية واستقلال الوطن الأم". أقيم حفل في الكرملين بموسكو في 4 مايو 2010، حيث مثل المدينة العمدة، نيكولاي باتوف، ورئيس اللجنة الإقليمية لقدامى المحاربين والخدمات العسكرية، ديمتري ميتشينكوف.  صرح ديمتري أناتوليفيتش ميدفيديف في الحفل أن "ليو تولستوي لاحظ ذات مرة أن الشعب الذي يمكنه المشاركة في حرب عصابات شاملة أثناء الصراع لا يقهر، وأكدت حركة بريانسك الحزبية حقيقة ذلك".

### دميتروف
دميتروف، حوالي 70 كيلومتر (43 ميل) من موسكو، كانت مسرحًا لمعارك ضارية خلال الحرب الوطنية العظمى عام 1941 وكانت أحد المواقع التي تمكن فيها الجيش الأحمر من منع قوات الفيرماخت من التقدم إلى موسكو خلال معركة موسكو. مُنحت المدينة وضع "مدينة المجد العسكري" من قبل الرئيس ميدفيديف في 28 أكتوبر 2008، لـ "الشجاعة والتحمل والبطولة الجماعية، التي أظهرها المدافعون عن المدينة في النضال من أجل حرية واستقلال الوطن الأم".

### كالاتش نا دونو
كالاتش نا دونو، وتقع على بعد 80 كيلومتر (50 ميل) غرب فولجوجراد، كانت مسرحًا لقتال عنيف بين القوات السوفيتية وقوات الجيش السادس النازي تحت قيادة فريدريش باولوس. اشتدت المعارك في يوليو 1942، واستمرت المواجهة بين الجيشين حتى 31 أغسطس 1942. في نوفمبر 1942، التقت القوات السوفيتية المتمركزة في الجنوب الغربي من المدينة، وقوات من جبهات ستالينجراد، في الجنوب الغربي من المدينة، وفي النهاية طُوقت القوات النازية بالقرب من ستالينجراد. في المجمل، قُتل حوالي 54,000 جندي سوفيتي في المعارك التي دارت في منطقة المدينة، كما قُتل 454 طيارًا سوفيتيًا في قتال جوي فوق المدينة.
مُنحت كالاتش نا دونو مكانة "مدينة المجد العسكري" من قبل الرئيس ميدفيديف في 25 مارس 2010، لـ "الشجاعة والتحمل والبطولة الجماعية، التي أظهرها المدافعون عن المدينة في النضال من أجل حرية واستقلال الوطن الأم". أقيم حفل في الكرملين بموسكو في 4 مايو 2010، حيث مثل المدينة رئيس الإدارة البلدية، فلاديمير كريشتال، والمواطن الفخري، اللواء يفغيني موخوف. 

### خاباروفسك
مدينة خاباروفسك في أقصى الشرق الروسي سميت على اسم المستكشف الروسي يروفي خاباروف الذي بنى أول الحصون العديدة على نهر آمور في القرن السابع عشر، كانت في الحرب العالمية الثانية المقر الرئيسي لمنطقة الشرق الأقصى العسكرية ومركز قيادة وحدات القوات المسلحة السوفيتية المتمركزة في الشرق الأقصى. بسبب "الشجاعة والتحمل والبطولة الجماعية التي أظهرها المدافعون عن المدينة في النضال من أجل حرية واستقلال الوطن الأم" في سنوات الحرب، وخاصة كمركز قيادة خلال الأسابيع الأخيرة من مسرح المحيط الهادئ، في 3 نوفمبر 2012، منح الرئيس بوتين لقب "مدينة المجد العسكري" للمدينة وفقًا للقانون الرئاسي رقم 2012-1468.

### كولبينو
نظرًا لدور المدينة ومواطنيها في حصار لينينغراد من عام 1941 إلى عام 1944، ومن أجل "الشجاعة والتحمل والبطولة الجماعية، التي أظهرها المدافعون عن المدينة في النضال من أجل حرية واستقلال الوطن الأم" مُنحت كولبينو لقب "مدينة المجد العسكري" وفقا للقانون الرئاسي رقم 587-2011 بتاريخ 5 مايو 2011 من قبل الرئيس ميدفيديف. شهدت المدينة بعضًا من أعنف المعارك خلال الحصار الذي دام ما يقرب من 3 سنوات بين السوفييت والألمان.

### كوفروف
"للشجاعة والتحمل والبطولة الجماعية التي أظهرها المدافعون عن المدينة في النضال من أجل حرية واستقلال الوطن الأم" وخاصة خلال معركة موسكو عام 1941، حصلت مدينة كوفروف على لقب "مدينة المجد العسكري" من قبل الرئيس ميدفيديف بموجب القانون الرئاسي رقم 2011-1456 في 3 نوفمبر 2011.

### كوزيلسك
مُنحت كوزيلسك مكانة "مدينة المجد العسكري" من قبل الرئيس ميدفيديف في 5 ديسمبر 2009، لـ "الشجاعة والتحمل والبطولة الجماعية التي أظهرها المدافعون عن المدينة في النضال من أجل حرية واستقلال الوطن الأم".

### كرنشتات
نظرًا لأهميتها والدور الذي لعبه الشعب والبحرية السوفيتية في الدفاع عنها، مُنحت كرنشتات وضع "مدينة المجد العسكري" من قبل الرئيس ميدفيديف في 27 أبريل 2009، لـ "الشجاعة والتحمل والبطولة الجماعية، التي أظهرها المدافعين عن المدينة في النضال من أجل حرية واستقلال الوطن الأم" خلال الحرب. ساعد الدفاع القوي للمدينة إلى جانب دورها في زمن الحرب في إنقاذ لينينغراد (سانت بطرسبرغ حاليًا) من الدمار الشامل في حصار 1941-1944.

### كورسك
كورسك، المدينة التي شهدت إحدى أكبر معارك الجبهة الشرقية (معركة كورسك عام 1943)، مُنحت وضع "مدينة المجد العسكري" من قبل الرئيس بوتين في 27 أبريل 2007، لـ "الشجاعة والتحمل والبطولة الجماعية التي أظهرها المدافعون عن المدينة في النضال من أجل حرية واستقلال الوطن الأم".

### لوغا
مُنحت لوغا مكانة "مدينة المجد العسكري" من قبل الرئيس بوتين في 5 مايو 2008، بسبب "الشجاعة والتحمل والبطولة الجماعية التي أظهرها المدافعون عن المدينة في النضال من أجل حرية واستقلال الوطن الأم".

### لومونوسوف
مُنحت لومونوسوف لقب "مدينة المجد العسكري" من قبل الرئيس ميدفيديف في 4 نوفمبر 2011، لـ "الشجاعة والتحمل والبطولة الجماعية التي أظهرها المدافعون عن المدينة في النضال من أجل حرية واستقلال الوطن الأم". 

### مالجوبيك
مُنحت مالجوبيك لقب "مدينة المجد العسكري" من قبل الرئيس بوتين في 8 أكتوبر 2007، لـ "الشجاعة والتحمل والبطولة الجماعية التي أظهرها المدافعون عن المدينة في النضال من أجل حرية واستقلال الوطن الأم".

### مالوياروسلافيتس
حصلت مالوياروسلافيتس وهي بلدة صغيرة وقعت فيها معركة موسكو من أكتوبر 1941 إلى يناير 1942، بسبب "الشجاعة والتحمل والبطولة الجماعية، التي أظهرها المدافعون عن المدينة في النضال من أجل حرية واستقلال الوطن الأم" الذي ظهر خلال الاحتلال الألماني للمدينة لمدة شهرين ونصف، على لقب مدينة المجد العسكري من قبل الرئيس بوتين، بموجب القانون الرئاسي رقم 2012-608.

### ماريوبول (أوكرانيا)
حصلت ماريوبول على لقب "مدينة المجد العسكري" من قبل الرئيس فلاديمير بوتين في 15 نوفمبر 2022. 

### ميليتوبول (أوكرانيا)
حصلت ميليتوبول على لقب "مدينة المجد العسكري" من قبل الرئيس فلاديمير بوتين في 15 نوفمبر 2022. 

### موزهايسك
بمناسبة الذكرى السبعين لتحريرها من قبل الجيش الأحمر بعد عدة أشهر من السيطرة الألمانية، مُنحت موزهايسك لقب "مدينة المجد العسكري" من قبل الرئيس بوتين في 2 سبتمبر 2012، لـ "الشجاعة والتحمل والبطولة الجماعية، التي أظهرها المدافعون عن المدينة في النضال من أجل حرية واستقلال الوطن الأم".  وتزامن منحها أيضًا مع الاحتفالات الوطنية بالذكرى المئوية الثانية لمعركة بورودينو عام 1812، التي دارت رحاها على بعد أميال من المدينة.

### نالتشيك
نالتشيك، عاصمة جمهورية قباردينو-بلكار الاشتراكية السوفياتية المتمتعة بالحكم الذاتي (الآن جمهورية قباردينو-بلكار)، احتلتها القوات الألمانية النازية في 28 أكتوبر 1942. لمدة شهرين، تمكنت القوات السوفيتية التابعة لجبهة ما وراء القوقاز من منع القوات الألمانية من عبور نهر باكسان في محاولة للاستيلاء على موانئ البحر الأسود وحقول النفط، تعرضت خلالها المدينة لأضرار جسيمة. في 3 يناير 1943، حرر الجيش السابع والثلاثون المدينة من السيطرة الألمانية. وقتل نحو 4200 شخص في الصراع.  
مُنحت نالتشيك مكانة "مدينة المجد العسكري" من قبل الرئيس ميدفيديف في 25 مارس 2010، لـ "الشجاعة والتحمل والبطولة الجماعية التي أظهرها المدافعون عن المدينة في النضال من أجل حرية واستقلال الوطن الأم".

### نارو فومينسك
مُنحت نارو فومينسك مكانة "مدينة المجد العسكري" من قبل الرئيس ميدفيديف في 27 أبريل 2009، بسبب "الشجاعة والتحمل والبطولة الجماعية التي أظهرها المدافعون عن المدينة في النضال من أجل حرية واستقلال الوطن الأم".

### أوريول
مُنحت أوريول مكانة "مدينة المجد العسكري" من قبل الرئيس بوتين في 27 أبريل 2007، بسبب "الشجاعة والتحمل والبطولة الجماعية التي أظهرها المدافعون عن المدينة في النضال من أجل حرية واستقلال الوطن الأم".

### بتروبافلوفسك كامتشاتسكي
بموجب القانون الرئاسي رقم 2011-1458 للرئيس ميدفيديف، من أجل "الشجاعة والتحمل والبطولة الجماعية التي أظهرها المدافعون عن المدينة في النضال من أجل حرية واستقلال الوطن الأم"، حصلت مدينة بتروبافلوفسك المهمة في شرق سيبيريا على لقب "مدينة المجد العسكري" في 3 نوفمبر 2011 بسبب الدور البارز للمدينة في الدفاع عن سواحل المحيط الهادئ للاتحاد السوفيتي خلال مسرح المحيط الهادئ في الحرب العالمية الثانية، خاصة خلال الأسابيع الأخيرة الحاسمة من الحرب في المحيط الهادئ.

### بوليارني
مُنحت بوليارني مكانة "مدينة المجد العسكري" من قبل الرئيس بوتين في 5 مايو 2008، بسبب "الشجاعة والتحمل والبطولة الجماعية التي أظهرها المدافعون عن المدينة في النضال من أجل حرية واستقلال الوطن الأم".

### بسكوف
مُنحت بسكوف مكانة "مدينة المجد العسكري" من قبل الرئيس ميدفيديف في 5 ديسمبر 2009، لـ "الشجاعة والتحمل والبطولة الجماعية التي أظهرها المدافعون عن المدينة في النضال من أجل حرية واستقلال الوطن الأم".

### روستوف أون دون
مُنحت روستوف أون دون لقب "مدينة المجد العسكري" من قبل الرئيس بوتين في 5 مايو 2008، لـ "الشجاعة والتحمل والبطولة الجماعية، التي أظهرها المدافعون عن المدينة في النضال من أجل حرية واستقلال الوطن الأم".

### رجيف
مُنحت رجيف مكانة "مدينة المجد العسكري" من قبل الرئيس بوتين في 8 أكتوبر 2007، لـ "الشجاعة والتحمل والبطولة الجماعية، التي أظهرها المدافعون عن المدينة في النضال من أجل حرية واستقلال الوطن الأم" خلال معركة رجيف الطويلة (التي وقعت من عام 1941 إلى عام 1943).

### ستارايا روسا
تعرضت بلدة ستارايا روسا في الفترة من عام 1941 إلى عام 1944 لأضرار بالغة بسبب ثلاث سنوات ونص من الاحتلال الألماني الذي أدى إلى مقتل العديد من مواطنيها ومنحها دورًا كبيرًا في جهود المقاومة، مما أدى إلى تحريرها في فبراير 1944 على يد جيش الصدمة الأول كجزء من هجوم لينينغراد-نوفغورود. كما أظهرت المدينة "الشجاعة والصمود والبطولة الجماهيرية، التي أظهرها المدافعون عن المدينة في النضال من أجل حرية واستقلال الوطن الأم" خلال سنوات احتلال المحور لها ومقاومة سكانها ضد العدو، في 9 أبريل في عام 2015، كجزء من الاحتفالات الوطنية بالذكرى السبعين لعيد النصر، بموجب القانون الرئاسي رقم 2015-175 للرئيس بوتين، مُنحت المدينة لقب "مدينة المجد العسكري".

### ستاري أوسكول
مُنحت ستاري أوسكول مكانة "مدينة المجد العسكري" من قبل الرئيس ميدفيديف في 7 مايو 2011، لـ "الشجاعة والتحمل والبطولة الجماعية التي أظهرها المدافعون عن المدينة في النضال من أجل حرية واستقلال الوطن الأم". 

### تاغانروغ

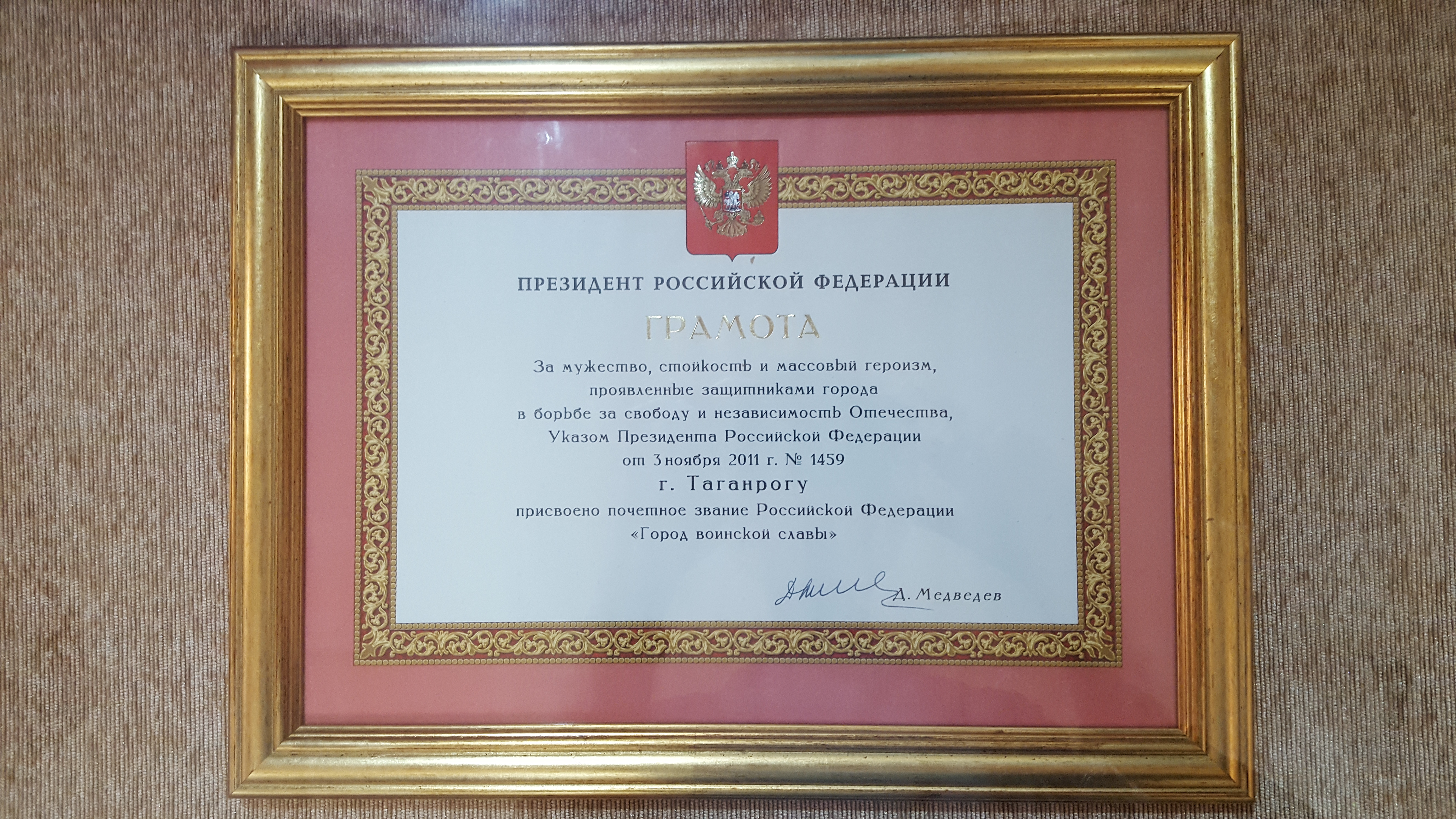
شهادة مدينة تاغانروغ للمجد العسكري

كان لتاغونروغ تاريخ حافل بالأحداث خلال الحرب العالمية الثانية، من عام 1941 إلى عام 1945. مُنحت المدينة مكانة "مدينة المجد العسكري" من قبل الرئيس ميدفيديف في 3 نوفمبر 2011، لـ "الشجاعة والتحمل والبطولة الجماعية، التي أظهرها المدافعون عن المدينة في النضال من أجل حرية واستقلال الوطن الأم" خلال تلك السنوات.
أقيم حفل في الكرملين بموسكو في 23 فبراير 2012، حيث مثل المدينة عمدة المدينة نيكولاي فيديانين.  

### تيخفين
مُنحت تيخفين مكانة "مدينة المجد العسكري" من قبل الرئيس ميدفيديف في 4 نوفمبر 2010، بسبب "الشجاعة والتحمل والبطولة الجماعية التي أظهرها المدافعون عن المدينة في النضال من أجل حرية واستقلال الوطن الأم".

### توابسي
وفي يوليو 1942، عندما سقطت سيفاستوبول تحت السيطرة الألمانية النازية، أصبحت توابسي القاعدة البحرية الرئيسية لتزويد القوات السوفيتية في منطقة البحر الأسود. في أغسطس 1942، في عملية توابسي الدفاعية، وهي جزء من معركة القوقاز الشاملة، كانت توابسي مسرحًا لمعارك دامية بين القوتين، وتعرضت المدينة لقصف متواصل من قبل القوات النازية. تمكنت القوات السوفيتية من إيقاف القوات النازية 23 كيلومتر (14 ميل) من توابسي، مما أدى إلى مقتل حوالي 100,000 شخص، و25,000 قتيل على الجانب الألماني.  وحتى يومنا هذا، لا يزال يتم العثور على الجثث في المنطقة، وفي السنوات العشر الماضية، عُثر على ما يقرب من 4500 جثة وإعيد دفنها. 
مُنحت توابسي لقب "مدينة المجد العسكري" من قبل الرئيس بوتين في 5 مايو 2008، لـ "الشجاعة والتحمل والبطولة الجماعية التي أظهرها المدافعون عن المدينة في النضال من أجل حرية واستقلال الوطن الأم". أقيم حفل في الكرملين بموسكو في 6 مايو 2008، حيث مثل المدينة القائم بأعمال رئيس المدينة، فيكتور كوشيل. 

### تفير
مُنحت تفير مكانة "مدينة المجد العسكري" من قبل الرئيس ميدفيديف في 4 نوفمبر 2010، بسبب "الشجاعة والتحمل والبطولة الجماعية التي أظهرها المدافعون عن المدينة في النضال من أجل حرية واستقلال الوطن الأم".

### فيليكيي لوكي
مُنحت فيليكي لوكي مكانة "مدينة المجد العسكري" من قبل الرئيس ميدفيديف في 28 أكتوبر 2008، لـ "الشجاعة والتحمل والبطولة الجماعية التي أظهرها المدافعون عن المدينة في النضال من أجل حرية واستقلال الوطن الأم".

### فيليكي نوفغورود
مُنحت فيليكي نوفغورود لقب "مدينة المجد العسكري" من قبل الرئيس ميدفيديف في 28 أكتوبر 2008، لـ "الشجاعة والتحمل والبطولة الجماعية التي أظهرها المدافعون عن المدينة في النضال من أجل حرية واستقلال الوطن الأم".

### فلاديكافكاز
توقف تقدم القوات الألمانية نحو حقول النفط في غروزني وباكو بالقرب من فلاديكافكاز في نهاية عام 1942.
مُنحت فلاديكافكاز مكانة "مدينة المجد العسكري" من قبل الرئيس بوتين في 8 أكتوبر 2007، بسبب "الشجاعة والتحمل والبطولة الجماعية، التي أظهرها المدافعون عن المدينة في النضال من أجل حرية واستقلال الوطن الأم".

### فلاديفوستوك
مُنحت فلاديفوستوك، المدينة الساحلية على المحيط الهادئ والميناء الرئيسي لأسطول المحيط الهادئ التابع للبحرية الروسية، لقب "مدينة المجد العسكري" من قبل الرئيس ميدفيديف في 4 نوفمبر 2010، بسبب "الشجاعة والتحمل والبطولة الجماعية التي أظهرها المدافعون عن روسيا". المدينة في النضال من أجل حرية واستقلال الوطن الأم".

### فولوكولامسك
كانت فولوكولامسك مسرحًا لبعض المعارك الكبرى بين القوات السوفيتية والنازية خلال الحرب الوطنية العظمى، وهي المكان الذي اكتسبت فيه قوات بانفيلوفتسي تحت قيادة إيفان بانفيلوف وقاذفة صواريخ كاتيوشا شهرة واسعة. بعد أوامر عدم الانسحاب أمام القوات الألمانية الغازية، صمد البانفيلوفتسي في خطوطهم الدفاعية خلال شهر من القتال العنيف. مع خسارة 13,000 جندي، تمكنت القوات السوفيتية من تعطيل الألمان لفترة كافية للسماح بشن هجوم مضاد.  
مُنحت فولوكولامسك مكانة "مدينة المجد العسكري" من قبل الرئيس ميدفيديف في 25 مارس 2010، بسبب "الشجاعة والتحمل والبطولة الجماعية التي أظهرها المدافعون عن المدينة في النضال من أجل حرية واستقلال الوطن الأم". أقيم حفل في الكرملين بموسكو في 4 مايو 2010، حيث مثل المدينة رئيس منطقة فولوكولامسكي، فياتشيسلاف كارابانوف، وبافيل أوسيبوف، وهو من قدامى المحاربين من الحرب العالمية الثانية. وقال ديمتري أناتوليفيتش ميدفيديف في الحفل إن مآثر بانفيلوفتسي "أصبحت رمزا حقيقيا للشجاعة ونكران الذات". 

### فارونيش
مُنحت فارونيش مكانة "مدينة المجد العسكري" من قبل الرئيس بوتين في 16 فبراير 2008، بسبب "الشجاعة والتحمل والبطولة الجماعية التي أظهرها المدافعون عن المدينة في النضال من أجل حرية واستقلال الوطن الأم".

### فيازما
احتلت القوات الألمانية النازية فيازما في 7 أكتوبر 1941 بعد معارك ضارية مع الجيش الأحمر. أوقفت الجيوش الميدانية التاسع عشر والعشرون والرابع والعشرون والثاني والثلاثون، جنبًا إلى جنب مع رجال الحرس المدني، أعدادًا كبيرة من القوات الألمانية أثناء تقدمها نحو موسكو. تحررت فيازما في 12 مارس 1943 خلال معركة رجيف. 
مُنحت فيازما مكانة "مدينة المجد العسكري" من قبل الرئيس ميدفيديف في 27 أبريل 2009، بسبب "الشجاعة والتحمل والبطولة الجماعية التي أظهرها المدافعون عن المدينة في من أجل حرية واستقلال الوطن". أقيم حفل في الكرملين بموسكو في 8 مايو 2009 حيث مثل المدينة رئيس منطقة بلدية فيازيمسكي، فيكتور سيميكين. 

### فيبورغ
قبل الحرب العالمية الثانية، كانت فيبورغ واحدة من أقدم مدن فنلندا وأكثرها اكتظاظًا بالسكان. انتقلت إلى الاتحاد السوفييتي بعد حرب الشتاء وفقًا لمعاهدة موسكو للسلام عام 1940. في حرب الاستمرار (جزء من الجبهة الشرقية) احتلت فنلندا المشاركة في الحرب مع ألمانيا فيبورغ دون قتال في أغسطس 1941. في يونيو 1944، اخترقت القوات بقيادة جنرال الجيش السوفيتي المارشال ليونيد جوفوروف، كجزء من هجوم فيبروغ–بيتروزافودسك، خط فاميلسو-تايبالي واستولى الاتحاد السوفيتي على فيبورغ مرة أخرى. فقد حوالي 23,500 جندي سوفيتي حياتهم في الهجوم على فيبورغ. ونتيجة للهجوم، تم توقيع هدنة موسكو بين فنلندا من ناحية، والاتحاد السوفيتي وبريطانيا من ناحية أخرى، وأنهت الأعمال العدائية بين البلدين. ظلت فيبورغ جزءًا من الاتحاد السوفيتي.
مُنحت فيبورغ مكانة "مدينة المجد العسكري" من قبل الرئيس ميدفيديف في 25 مارس 2010، بسبب "الشجاعة والتحمل والبطولة الجماعية التي أظهرها المدافعون عن المدينة في النضال من أجل حرية واستقلال الوطن الأم". أقيم حفل في الكرملين بموسكو في 4 مايو 2010، حيث مثلت المدينة رئيس إدارة منطقة فيبورغسكي كونستانتين باتراييف. 

### يليتس
مُنحت يليتس مكانة "مدينة المجد العسكري" من قبل الرئيس بوتين في 8 أكتوبر 2007، لـ "الشجاعة والتحمل والبطولة الجماعية التي أظهرها المدافعون عن المدينة في النضال من أجل حرية واستقلال الوطن الأم".

### يلنيا
مُنحت يلنيا مكانة مدينة المجد العسكري من قبل الرئيس بوتين في أكتوبر 8 نوفمبر 2007، لـ "الشجاعة والتحمل والبطولة الجماعية التي أظهرها المدافعون عن المدينة في النضال من أجل حرية واستقلال الوطن الأم".